# Lysandra caeruleossmar
Lysandra caeruleossmar är en fjärilsart som beskrevs av Ruggero Verity 1939. Lysandra caeruleossmar ingår i släktet Lysandra och familjen juvelvingar. Inga underarter finns listade i Catalogue of Life.